# Mesadenus rhombiglossus
Mesadenus rhombiglossus là một loài thực vật có hoa trong họ Lan. Loài này được (Pabst) Garay mô tả khoa học đầu tiên năm 1980.